# História dos Bálcãs

Formação dos estados balcânicos de 1796 até 2008.

A História da Península Balcânica remonta a muitos milênios de ocupação humana. A identidade dos Bálcãs é determinada por sua posição geográfica e por sua história. A região era conhecida como uma encruzilhada de diferentes culturas. Foi a fronteira entre as partes latina e grega do Império Romano. Em religião, foi a fronteira entre cristianismo ortodoxo, catolicismo e islamismo.

## Histórico
A região dos Bálcãs foi a primeira região da Europa a sentir a chegada de culturas agrícolas na era neolítica. As práticas de cultivo de cereais e gado chegaram na região dos Bálcãs a partir do Crescente Fértil, através da Anatólia, e espalhou-se para o oeste e norte da Panônia e na Europa Oriental.
Indícios arqueológicos concluíram que a região é habitada desde o ano 200 000 a.C. pelas culturas Aurignacaiana e Gravetiana. A cultura neolítica foi desenvolvida a partir do ano 7 000 a.C., entre essa cultura, estava uma arte cerâmica decorada. A partir do ano 3 500 a.C., a região foi colonizada por seminômades provenientes das estepes russas, e posteriormente por povos da Europa central. A região pertenceu a vários povos, como persas, gregos, romanos, bizantinos e otomanos. Povos como sérvios, búlgaros e magiares, também conseguiram estabelecer pequenos impérios na região, contudo, não contiveram o avanço do Império Otomano, que estenderam seu império à região na segunda metade do século XIV.
Na pré-clássico e na Antiguidade Clássica, esta região era a casa dos gregos, ilírios, trácios, dácios e outros grupos antigos. Posteriormente, o Império Romano conquistou a maior parte da região e propagou a cultura romana e a língua latina, mas uma grande parte ainda ficou sob influência clássica grega. Durante a Idade Média, os Bálcãs se tornaram palco de uma série de guerras entre o Império Bizantino, o Império Búlgaro e o Império Sérvio.
Possivelmente o acontecimento histórico que deixou a maior marca na memória coletiva dos povos dos Balcãs foi a expansão e a posterior queda do Império Otomano. Até ao final do século XVI, tornou-se a força de controle na região, embora tenha sido centrado em torno da Anatólia. Muitos povos dos Balcãs e Cárpatos colocam seus maiores heróis populares tanto no ataque ou na retirada do Império Otomano. Como exemplos, para os croatas, Nikola Subic Zrinski e Petar Kružić; para os sérvios, Miloš Obilić e o czar Lazar; para os albaneses, Skanderbeg; para os macedónios, Nikola Karev; para os bósnios, Husein Gradaščević; e para búlgaros, Vasil Levski, Georgi Sava Rakovski e Hristo Botev. Nos últimos 550 anos, devido às frequentes Guerras Otomanas na Europa e em torno dos Bálcãs, e no isolamento comparativo da maioria da população otomana do avanço econômico (que reflete a mudança comercial e política do centro da Europa para o Atlântico), os Bálcãs se tornaram a parte menos desenvolvida da Europa.
As nações dos Bálcãs começaram a reconquistar a sua independência no século XIX (Grécia, Sérvia, Bulgária, Montenegro), e em 1912-1913 a Liga Balcânica reduziu o território da Turquia para a sua presente extensão com a Guerra dos Bálcãs. A Primeira Guerra Mundial foi desencadeada em 1914 pelo assassinato em Sarajevo (a capital da Bósnia e Herzegovina) do arquiduque Francisco Fernando, herdeiro do Império Austro-Húngaro.
Com o início da Primeira Guerra Mundial, o Império Otomano juntou-se à Tríplice Aliança. Uma importante contribuição para a vitória da Entente ocorreu na região, depois que a Grécia aderiu à guerra em 1917, com a capitulação da Bulgária e Império Otomano, o que levou à rápida capitulação da Áustria-Hungria.
O sucesso das forças gregas contra o Eixo durante a Segunda Guerra Mundial e, subsequentemente, a resistência albanesa, grega e sérvia, mudou o curso da guerra e os aliados deram um passo decisivo para a vitória. Após a Segunda Guerra Mundial, a União Soviética e o comunismo desempenharam um papel muito importante na região dos Balcãs. Durante a Guerra Fria, a maior parte dos países dos Bálcãs eram governados por governos comunistas apoiados pelos soviéticos (os chamados países satélites). A Grécia continuou a ser o único país não comunista, mas também foi o único país da Europa a que a guerra fria ficou "quente" devido à Guerra Civil da Grécia.
No entanto, apesar de estar sob governos comunistas, a Iugoslávia (1948) e a Albânia (1961) abandonaram a aliança com a União Soviética. A Iugoslávia, liderada pelo marechal Josip Broz Tito (1892-1980), rejeitou-se submeter ao regime stalinista, e procurou estreitar as relações com o Ocidente, mais tarde, juntou-se a muitos países do Terceiro Mundo no Movimento Não Alinhado. A Albânia, por outro lado gravitou para a China Comunista, mais tarde adota uma posição isolacionista.
Os únicos países não comunistas da região foram a Grécia e a Turquia, que eram (e ainda são) parte da OTAN.
Na década de 1990, a região foi gravemente afetada pelo conflito armado nas antigas repúblicas Iugoslavas, resultando na intervenção de forças da OTAN na Bósnia e Herzegovina, na Sérvia, e na República da Macedónia. O Kosovo passou a ser controlado pela ONU, e obteria a independência da Sérvia em 2008.

Mapa animado com a cisão da segunda Iugoslávia. As diferentes cores representam as áreas de controle.
----
República Socialista Federativa da Jugoslávia
República Federal da Jugoslávia; Sérvia e Montenegro; Sérvia
Croácia
Eslovênia
República da Macedônia
Bósnia e Herzegovina
Montenegro
Macedónia

Os países dos Bálcãs tem o território sob controle direto de rotas entre a Europa Ocidental e o Sudoeste da Ásia (Ásia Menor e o Oriente Médio). Desde 2000, todos os países dos Bálcãs possuem uma relação amigável com a UE e os EUA.
A Grécia é um membro da União Europeia desde 1981, Eslovénia e Chipre desde 2004. A Bulgária e a Roménia aderiram à união em 2007. Em 2005, a União Europeia decidiu dar início às negociações de adesão para os países candidatos: a Croácia, a Turquia e a Macedónia foram aceitos como países candidatos à adesão à União Europeia. Em abril de 2009, Albânia, Bulgária, Croácia, Roménia e Eslovénia também tornaram-se membros da OTAN. A Bósnia e Herzegovina e a ex-Sérvia e Montenegro iniciaram negociações com a UE sobre os Acordos de Estabilização e Adesão, embora pouco tempo depois de começarem, as negociações com a Sérvia e Montenegro foram suspensas por falta de cooperação com o Tribunal Penal Internacional para a antiga Jugoslávia.